# Pseudombrophila deerrata
Pseudombrophila deerrata är en svampart som först beskrevs av Petter Adolf Karsten, och fick sitt nu gällande namn av Seaver 1928. Pseudombrophila deerrata ingår i släktet Pseudombrophila och familjen Pyronemataceae.   Inga underarter finns listade i Catalogue of Life.